# Acrotaphus wiltii
Acrotaphus wiltii là một loài tò vò trong họ Ichneumonidae.